# Lijst van voetbalinterlands Andorra - Gibraltar
Deze lijst van voetbalinterlands is een overzicht van alle officiële voetbalwedstrijden tussen de nationale teams van Andorra en Gibraltar. De landen speelden tot op heden drie keer tegen elkaar. De eerste ontmoeting, een vriendschappelijke wedstrijd, werd gespeeld in Andorra la Vella op 7 juni 2021. Het laatste duel, eveneens een vriendschappelijke wedstrijd, vond plaats op 4 september 2024 in Gibraltar.

## Wedstrijden
| № | Plaats           | Datum            | Competitie        | Wedstrijd           | Uitslag |
| - | ---------------- | ---------------- | ----------------- | ------------------- | ------- |
| 1 | Andorra la Vella | 7 juni 2021      | Vriendschappelijk | Andorra – Gibraltar | 0 – 0   |
| 2 | Gibraltar        | 19 november 2022 | Vriendschappelijk | Gibraltar − Andorra | 1 − 0   |
| 3 | Gibraltar        | 4 september 2024 | Vriendschappelijk | Gibraltar − Andorra | 1 − 0   |

## Samenvatting
| Competitie        | Totaal gespeeld | Winst Andorra | Gelijk | Winst Gibraltar | Doelsaldo Andorra – Gibraltar |
| ----------------- | --------------- | ------------- | ------ | --------------- | ----------------------------- |
| Vriendschappelijk | 3               | 0             | 1      | 2               | 0 − 2                         |
| Totaal            | 3               | 0             | 1      | 2               | 0 − 2                         |